# コードネームはセーラーV
『コードネームはセーラーV』（コードネームはセーラーブイ）は、武内直子による日本の漫画作品。

## 概要
講談社の少女漫画雑誌『なかよし』の姉妹雑誌『るんるん』で連載された美少女バトルコメディ。単行本はKCコミックス全3巻、KCデラックス新装版全2巻、KCピース完全版全2巻、講談社漫画文庫版全2巻。
1991年夏休み号に読み切り作品として掲載され、その後連載化が決定。そしてこれを発展拡大させた『美少女戦士セーラームーン』がなかよしで連載される事とそのアニメ化も決定した。『セーラーV』は翌1992年春休み号から毎号連載開始し、『セーラームーン』と並行する形で連載が続いた。
最初は本作をアニメ化する予定だったが、諸事情で企画が変更され生まれたものが『美少女戦士セーラームーン』である。従って、本作品は『セーラームーン』の原案である。なお1995年には、原作に忠実な形で『コードネームはセーラーV』のOVA化（全4巻予定）が発表されたが、諸般の事情により制作中止となった。
2003年に『セーラームーン』がドラマ化された際にも、セーラーVは物語冒頭から登場して活躍を見せた。そして、物語の前史として2005年3月にVシネマの『美少女戦士セーラームーン Act.ZERO』として、単独の映像化が成された。

### 時系列とセーラームーンとの合流
読み切り漫画は主人公の愛野美奈子がセーラーVになった後の話になっている。セーラーV誕生までの話は1993年5月号と7月号で描かれ、同年暮れ発売の単行本第1巻に第1話・第2話として収録された。読み切り版も同巻に第3話『セーラーV初登場!—「チャンネル44」パンドラの野望編』として収録。
本作の愛野美奈子は中学1年生であり、本作は美奈子が中学2年生の時に始まる『セーラームーン』の前日談にあたる。ただし、まだ『セーラームーン』の企画が存在しない読み切り版には『セーラームーン』の要素はなかった。『セーラームーン』に繋がる伏線が描かれるのは翌1992年の毎号連載からで、アルテミスの言葉による匂わせ（るんるんKC版コミックス第1巻P161等）や、美奈子と月野うさぎと街角ですれ違う様子（同P162）が登場する。『セーラームーン』が本格的にストーリーに関わるのは終盤からで、それまではギャグ要素が強い明るい作風である。
なかよしで並行して連載が始まった『美少女戦士セーラームーン』では、セーラーVは正義のヒロインとして新聞で報道されたり（KCコミックス第1巻P2）、アーケードゲームのキャラクターになっている（同P14）などの有名人である。第7話でセーラーVはプリンセス・セレニティの別の姿「セーラーヴィーナス」として初登場するが、第9話で実は本物のプリンセス・セレニティの影武者をつとめる四守護神のリーダーだったと告白し、セーラームーンたちと合流した。

### 本作の設定について
企画段階のスケッチが残っている。その中ではセーラーVの仲間として、夜の神ニュクスに変身する霊能力者「夜野みやび」、地の神ガイアに変身する念動力者「地野まもる」、空の神カイオスに変身する電脳人間「空野ひかる」（本作にも美奈子の親友として登場）、五人目の謎の美少女「アルテミス」（猫のアルテミスとは別人）が描かれており、額に三日月のアザがある主人公の美奈子だけが特別な力を持たない設定だった。これらメンバーは『セーラームーン』の火野レイ、木野まこと（名前は地場衛）、水野亜美、月野うさぎのモデルになったと思われる。

## あらすじ
東京都港区芝公園に住む中学1年生・愛野美奈子は、アイドルデビューを夢見て素敵な彼氏を欲しがる超元気なミーハー少女。ある日、人間の言葉を喋る白猫・アルテミスと謎の司令官・ボスに出会った美奈子は、正義の味方の美人戦士セーラーヴィーナス（コードネーム：セーラーV）に変身する。セーラーVの敵は、人気急上昇中の芸能人やカリスマ経営者などに化けて金儲けと人間たちのどれい化を目論む悪の組織「ダーク・エージェンシー」の怪物たち。セーラーVとアルテミスは真実の姿を映す不思議なコンパクト「クレッセントコンパクト」の力で、ダーク・エージェンシーの野望を打ち砕いていく。
テレビドラマの主人公のはずだった謎の助っ人・怪盗Aとの悲恋を通して、美奈子が月のプリンセスを守るセーラー戦士として覚醒するまでのストーリー。

## 登場人物

### 主要キャラクター
愛野 美奈子（あいの みなこ）／セーラーV、セーラーヴィーナス
主人公。芝公園中学校バレー部員の14歳。体育だけはオールAの能天気な少女。何度も初恋を上書きしながらアイドルデビューと初恋の成就を夢見ており、ゲームセンター・クラウンに通いながらアイドルの追っかけをしている。
地球の双子惑星・金星の愛の女神アフロディーテの生まれ変わりで、誰よりも強く美しい女の中の女・セーラーV（セーラーヴィーナス）に変身する。
アルテミス
美奈子の相棒で、人の言葉を話すオスの白猫。アフロディーテの生まれ変わりである美奈子を見つけ出し、変身ペンとクレッセントコンパクトを与えた。
ボス
変身ペンの通信機能でやりとりするアルテミスの上司。美奈子にダークエージェンシーの敵の抹殺指令を与える。最後まで美奈子に正体を明かさなかった。

### 芝公園中学校
美奈子が通う中学校。作者の別作品『Theチェリー・プロジェクト』にも同名の学校が登場する。
空野 ひかる（そらの ひかる）
美奈子の親友。バレー部員。『美少女戦士セーラームーン』に登場する水野亜美によく似ている。
スーパーファミコン作品『美少女戦士セーラームーン Another Story』では美奈子が敵に見せられた夢のシーンで登場する。
天野 ぐりかず（あまの ぐりかず）
美奈子の同級生。ビン底眼鏡のオタク少年で、『美少女戦士セーラームーン』に登場する海野ぐりおのモデルになった。アーケードゲーム「電脳少女闘士ルゥガ」の基板を手に入れ、自宅でプレイしようとしていた。ダークエージェンシーのプチ・パンドラやツイン・ダークがお気に入り。
岡本（おかもと）
家庭科教師。斉藤の卒業後に結婚している。愛称は「おかっぴー」。生徒からは「絵にかいたような女の子ってカンジの人」や「美人できゃしゃで料理うまくて うちの先生にしてはめずらしくおこんない 生徒に人気ある」と評される。腕にはプロミスリングをしている。
音鳴 舞句（おとなる まいく）
美奈子のクラスメイトで、ロシア人のクォーター。生まれつき心臓が悪く、体育の授業に参加したことがない。小学校でのあだ名は「つまようじ」でいつもフラフラしているが、愛読書は『オリンピックへの道-心臓破りの坂をのりこえて-』。愛想が悪く、いつも独りでいる。家はカラオケボックスを経営しており、客の歌声を聞くのが好き。ハチマキ石の伝説を信じている。美奈子の2981回目の初恋の相手であったが、ロシア人のペンフレンドと婚約した。

### 警察関係
桜田 夏菜（さくらだ なつな）
警視総監。ジュリアナギャル風の人相をしている。セーラーVの大ファンで総監室に密かに巨大ポスターを飾っていて、後に怪盗Aのファンにもなる。偶然セーラーVの正体を知ってからは、美奈子を警察に勧誘するようになった。『セーラームーン』と『Theチェリー・プロジェクト』に登場する教師の桜田春菜の妹である。
部下である若木トシオに対しては、セーラーV絡みの事件が起こるたび、左遷を脅し文句にして彼を出動させている。
若木 トシオ（わかぎ トシオ）
警視庁の若き特殊警察官。手柄を奪っていくセーラーVを快く思っておらず、またその活躍の裏で自分が酷い目に会うこともしばしば。兄が一人いるが、彼もハワイ旅行を巡るトラブルで酷い目に遭った。

### 敵キャラクター

#### ダーク・エージェンシー
『美少女戦士セーラームーン』に登場するダーク・キングダムの下部組織。後に「Aベックス」（エースベックス、エイベックスのパロディ）なる芸能会社に偽装する。
最上A（さいじょうエース）／ダンブライト
美奈子の前に現れた「怪盗A」と名乗る怪盗キャラのアイドル。ダーク・キングダム四天王直属の部下にしてAベックスの黒幕である。本人曰く、運命が一つ違えば美奈子と結ばれる真の恋人となっていたはずの少年。
その正体は前世で美奈子と同じ金星の人間だった「アドニス」という少年。前世ではゴールデン・キングダムの衛兵で、当時エンディミオンに仕えていたクンツァイトの部下だった。金星にいた頃よりヴィーナスに想いを寄せていたが、ダーク・キングダムの一件でその運命と想いは前世でも今生でも粉々に砕かれる。しかしヴィーナスへの想いだけは変わらず、その為にヴィーナスにあえて敵として倒される運命を受け入れ、美奈子の前世覚醒を促した。最期までその矜持を貫き通し、ヴィーナスに、使命に生き愛に生きられない運命を予言した。
ダンブライトの名前の由来は鉱物のダンブリ石、アドニスの名前の由来はギリシャ神話に登場するヴィーナス（アプロディテ）に愛された美少年「アドニス」。
フローライト
ダーク・エージェンシー社長。当初は自分の配下を使ってエナジーを集めていたが、最後は人気アイドルや人気歌手に擬態させた、自分の分身達にエナジーを集めさせていた。名前の由来は蛍石の英語名「フローライト」から。
ナルキッソス／東（ひがし）
フローライトの部下で、セーラーVが最初に戦った相手。人間として芝公園中学2年に転入し、あっという間に学園のアイドルとなる。美奈子や他の女子生徒に赤いリボンを勧め、エナジーを集めていた。美奈子の所属するバレー部の隣で活動する男子バスケット部に所属。美奈子の通う塾の中2コースのAクラスに入る。女子生徒を洗脳し、親衛隊という名の奴隷にして町の支配を図る。名前の由来は「ナルシズム」の語源となったギリシア神話の美少年ナルキッソス、東は少年隊の東山紀之の愛称から。
パンドラ
フローライトの配下で、アイドルになって人々を洗脳することで世界征服をしようとした。アイドルの姿は可愛いが素顔は醜く、控え室の鏡は全て取り払われている。CSのチャンネル44を使ってデビューし、24時間アイドル・ショーをして電波洗脳を目論む。『るんるん』1991年夏休み号に掲載された『コードネームはセーラーV』第1作に登場した敵キャラクターであり、『セーラームーン』シリーズにおける最初の敵キャラクターとも言える。名前の由来はギリシア神話の人類最初の女性パンドラではなく、かつて発行されていた同名の成人向け雑誌から。
プチ・パンドラ
パンドラの妹で、フローライトの配下。美少女モデルと称し、ファンの少年達をウインクで操り奴隷化する。ちなみにオタクは奴隷のターゲット外だったため、彼女のファンであった天野ぐりかずは奴隷にならずにすんだ。強盗犯の捕獲等で新聞を騒がせるセーラーVを警察の仲間だと思って警視庁へ挑戦状を持ち込むが、門前払いされてしまう。奴隷化した少年50人とともに飛行船で指定場所に現れセーラーVに勝負を挑み、姉の敵討ちを目論んだが、最期はセーラーVに倒され消滅した。名前の由来はかつて発行されていた同名の成人向け雑誌から。
ダーク・ガイズ、ツイン・ダーク、ダーク静姫（しずかひめ）
ダーク・エージェンシー所属の歌手たち。ダーク・ガイズは三つ子の少年アイドル。ツイン・ダークは双子の少女アイドルで、ダーク・ガイズの妹分。ダーク静姫は女性シンガーで、三つ子と双子のファン層より年長者向けの歌を歌う。全員フローライトの分身（クローンコピー）。
電脳少女闘士ルゥガ（でんのうしょうじょとうしルゥガ）
バーチャルリアリティを採用したゲームのヒロイン。ゲームソフトの人気を利用して乱闘騒ぎを起こしてエナジーを収集しようとした。ゲームの基板のみを手に入れた天野に怒って天野と一緒にいた美奈子の前に正体を現し、天野を遠ざけて変身したセーラーVをテレビ内に吸い込んでキャラクター化させた。その後、戻ってきた天野に操作されたセーラーVによって消滅した。名前はフジテレビ系列で放送された子供向けバラエティ番組『ウゴウゴルーガ』のキャラクターの1人、ルーガから。
ハイビスカシー
ダーク・エージェンシー・ハワイ支部に所属。日本人の海外旅行者からエナジーを狙う。商店街の福引でハワイ旅行を当てたセーラーV（実際にツアーに参加したのは美奈子とその家族）が様々な手違いの果てにギリシャのアテネに行ったのを知り、後を追った。ギリシャでもエナジーを奪うことは忘れておらず、インスタントカメラで吸い取るが量が少なく腹を立てる。が、セーラーV（美奈子）のハワイに行き損ねたという逆襲に遭い、敢え無く消滅する。
ビビアン（媚美庵）
不良の闘気を狙った蛇啞苦（だあく）連合本部の女総長で、東京の族を仕切っている。チェーンを武器にするが、2度目の初恋相手にキス（ファーストキス）されて舞い上がったセーラーVに倒される。
デブリーネ
砂糖たっぷりで甘い「レインボーチョコ」を売り、さらにエステを開業した女性怪人。レインボーチョコを食べて太ってしまった女性をエステに誘い、エステの機械に見せかけたエナジー吸引機でエナジーを奪い、やつれているのをごまかせる鏡で痩せたと思い込ませていた。
リキッド・ファンデ、ウォーター・ファンデ、パウダー・ファンデ、ソリッド・ファンデ
4人とも同じ容姿の女性怪人。「ヒロイン」という4階建てのファッションビルを建てて、それぞれ各階を担当しトータルコーディネートするという。化粧品や服等を買わせ、オープン記念特典を受け取った人から特典のアイテム経由でエナジーを奪っていた。さらに、「ヒロインの条件はセーラーVを倒すこと」と謳い、セーラーVを襲わせた。最期は怪盗Aの攻撃により消滅した。
プリンセス惏惏（りんりん）
A（エース）ベックスのやり手の女社長だが、実際はダンブライトの手下で彼を慕っている。Aと結託して中国を支配しようとしたが、セーラーVを追い詰めたところでAに裏切られる（Aの本来の目的がセーラーV打倒で無い為）。Aが送り込んだ最後の刺客である。

#### その他の怪人
人間のエナジーは狙うものの、ダンブライトとの直接の関係は見られない。
娘々（ニャンニャン）
ペット編の三兄妹の長女。猫が素材の少女で、自称「おネコさま界のプリンセス」。美奈子の中学の運動会に乱入し、猫を使ってエナジーを奪った。三兄妹の中では最初に倒された。
王々（ワンワン）
ペット編の三兄妹の長男。犬が素材の少年で、満州人の民族服を着用している。犬に化けると額に三日月ハゲのある黒い犬になり、飼い主から「ルナ」と呼ばれていた。その姿は本物のルナとそっくりで、犬と知りながらアルテミスが恋をしてしまうほどである。自分の開いたペットショップで黒い犬を売り、エナジー集めをしていた。売っていた他の犬には額に三日月ハゲはない。
触々（チュウチュウ）
ペット編の三兄妹の末っ子。蚊が素材の少女で、兄と姉の復讐を目論む。イケメンのドクターに化け、赤吸字病院（赤十字のパロディ）と献血車で献血を装って人々の血液を集めていた。蚊取り線香攻撃によって倒される。
カラオケ戦士マイク・マッキー
六本木のカラオケボックスにエナジーを奪うマイクをばら撒き、人々のエナジーを奪った女性怪人。マイクを模した格好をしている。

### 他の登場人物
月野うさぎ
水野亜美
火野レイ
木野まこと
大阪なる
古幡 元基（ふるはた もとき）
ゲームセンター「クラウン」のお兄さん。美少女戦士セーラームーンの登場人物#その他を参照。
美奈子のママ
美奈子のパパ
トシオの兄／アロハ仮面
若木トシオのついていない兄で、職業はサラリーマン。美奈子（セーラーV）の無意識の行動の被害者である。ハイビスカシーに操られてアロハ仮面にされてしまう。
大宅 宅浪（おおたく たくろう）
美奈子行きつけの「クラウン」に現れるゲーマー。対戦型アクションゲーム「ラブリー・ファイト」で常に1位の「TAKU」だったが、アルテミスが美奈子の戦闘シミュレーションの為に用意したセーラーVゲームで腕を上げた美奈子に1位の座を奪われる。ゲーセンは馴れ合いとは無縁の男の城であり、カップルや女は似つかわしくないと思っている。オタク心でセーラーVのスカートをめくってしまい、セーラーVキックでKOされてしまう。
斎藤（さいとう）
美奈子の中学の卒業生で二回目の初恋相手。地元では有名な不良で高校から「次に騒ぎを起こしたら退学」と言われている。岡本先生に片思いをしており、彼女に変身した美奈子にキスをする。
その外見はクンツァイトに似ており、彼の顔を見た美奈子は「誰かに似ているけれど思い出せない」と考えている。なお、彼の登場するエピソードは、ミュージカル版の初演（93年上演）でクンツァイト扮する「斉藤」という青年に恋した美奈子が自らの心境を歌った「並木道の恋」から着想を得ている。
舞頼堕流 マリエ（ぶらいだる マリエ）
劇中の週刊漫画雑誌『なかよP』（『なかよし』のパロディ）に大人気連載漫画「オーロラ♡ウェディング」を連載している漫画家。額に三日月ハゲのある犬に「ルナ」と名付け、とても可愛がっている。「オーロラ♡ウェディング」は中学二年から6年間休まず連載しており、まもなくクライマックスを迎え、現在既刊108巻・全110巻の予定である。主役のカップルは担当と眼鏡を外した自分にそっくりであり、それ以外のキャラクター（の影）はセーラーチームを思わせる。超豪邸に住み、一晩のアシスタント料に札束を渡す程お金持ちである。
名前の由来は結婚を意味するbridalやmarriageと、本作品の作者の親友でもある小説家小泉まりえからで、「彼女に捧げるお話」と作者は語っている。
媒酌 新郎（ばいしゃく しんろう）
マリエの担当。密かな想い人で、「オーロラ♡ウェディング」のヒーロー燕尾服仮面のモデルである。マリエの素顔に一目惚れし、結婚する。

## サブタイトルリスト
- カッコ内は全て『るんるん』掲載号。るんるんKC版は現在絶版。第1話から第6話までは掲載順と話数順が一致していない。

### るんるんKC版
| 収録巻 | 話数   | サブタイトル                                      | 掲載                     |
| ------ | ------ | ------------------------------------------------- | ------------------------ |
| 1      | Vol.1  | セーラーV誕生!                                    | 1993年5月号              |
| 1      | Vol.2  | 美奈子 in 「ゲームセンタークラウン」              | 1993年7月号              |
| 1      | Vol.3  | セーラーV初登場!—「チャンネル44」パンドラの野望編 | 1991年夏休み号           |
| 1      | Vol.4  | プチ・パンドラの野望編                            | 1992年春休み号           |
| 1      | Vol.5  | ダーク・エージェンシーの陰謀編                    | 1992年夏休み号           |
| 1      | Vol.6  | 対決! セーラーV vs. 電脳少女闘士ルゥガ            | 1992年冬休み号           |
| 2      | Vol.7  | セーラーVバカンス編—ハワイへの野望!               | 1993年9月号              |
| 2      | Vol.8  | 並木道の恋—ターボ全開バリバリ編!                  | 1993年11月号             |
| 2      | Vol.9  | セーラーV vs. デブリーネ                          | 1994年3月号              |
| 2      | Vol.10 | セーラーVピンチ!?怪盗A登場!                       | 1994年5月号              |
| 3      | Vol.11 | ペット編その1.娘々の陰謀                          | 1995年9月号              |
| 3      | Vol.12 | ペット編その2.王々の陰謀                          | 1996年5月号              |
| 3      | Vol.13 | ペット編その3.触々の陰謀                          | 1996年7月号              |
| 3      | Vol.14 | ハチマキ石にかけた青春!!                          | 1996年9月号              |
| 3      | Vol.15 | 新たなる旅立ちッ!!                                | 1997年5月号 1997年11月号 |

### 新装版・完全版・文庫版
| 収録巻 | 話数   | サブタイトル                                      | 掲載           |
| ------ | ------ | ------------------------------------------------- | -------------- |
| 1      | Vol.1  | セーラーV誕生!                                    | 1993年5月号    |
| 1      | Vol.2  | 美奈子 in 「ゲームセンタークラウン」              | 1993年7月号    |
| 1      | Vol.3  | セーラーV初登場!—「チャンネル44」パンドラの野望編 | 1991年夏休み号 |
| 1      | Vol.4  | プチ・パンドラの野望編                            | 1992年春休み号 |
| 1      | Vol.5  | ダーク・エージェンシーの陰謀編                    | 1992年夏休み号 |
| 1      | Vol.6  | 対決! セーラーV vs. 電脳少女闘士ルゥガ            | 1992年冬休み号 |
| 1      | Vol.7  | セーラーVバカンス編—ハワイへの野望!               | 1993年9月号    |
| 1      | Vol.8  | 並木道の恋—ターボ全開バリバリ編!                  | 1993年11月号   |
| 2      | Vol.9  | セーラーV vs. デブリーネ                          | 1994年3月号    |
| 2      | Vol.10 | セーラーVピンチ!?怪盗A登場!                       | 1995年5月号    |
| 2      | Vol.11 | ペット編その1.娘々の陰謀                          | 1995年9月号    |
| 2      | Vol.12 | ペット編その2.王々の陰謀                          | 1996年5月号    |
| 2      | Vol.13 | ペット編その3.触々の陰謀                          | 1996年7月号    |
| 2      | Vol.14 | ハチマキ石にかけた青春!!                          | 1996年9月号    |
| 2      | Vol.15 | 新たなる旅立ちッ!!（前編）                        | 1997年5月号    |
| 2      | Vol.16 | 新たなる旅立ちッ!!（後編）                        | 1997年11月号   |

## 関連商品

### 漫画
全て講談社より発売されている。
- 『コードネームはセーラーV』単行本 （講談社コミックスるんるん、全3巻）
  - 『コードネームはセーラーV』 第1巻 （1993年12月18日第1刷発行） ISBN 4-06-322801-0
  - 『コードネームはセーラーV』 第2巻 （1994年10月22日第1刷発行） ISBN 4-06-322810-X
  - 『コードネームはセーラーV』 第3巻 （1997年11月6日第1刷発行） ISBN 4-06-322834-7
- 『コードネームはセーラーV』新装版 （KCデラックス、全2巻）
  - 『コードネームはセーラーV』 第1巻 （2004年10月29日第1刷発行） ISBN 4-06-334929-2
  - 『コードネームはセーラーV』 第2巻 （2004年11月22日第1刷発行） ISBN 4-06-334947-0
- 『コードネームはセーラーV』完全版 （KCピース、全2巻）
  - 『コードネームはセーラーV』 第1巻 （2014年5月26日発売） ISBN 978-4-06-364946-8
  - 『コードネームはセーラーV』 第2巻 （2014年5月26日発売） ISBN 978-4-06-364947-5
- 『コードネームはセーラーV』武内直子文庫コレクション （講談社漫画文庫、全2巻）
  - 『コードネームはセーラーV』 第1巻 （2019年2月28日発売） ISBN 978-4-06-514085-7
  - 『コードネームはセーラーV』 第2巻 （2019年2月28日発売） ISBN 978-4-06-514086-4

### オリジナルビデオDVD
- 『美少女戦士セーラームーン実写版 Act.ZERO セーラーV誕生!』（片面1層・本編30分、バンダイビジュアル、2005年3月25日発売） BCBS-2107 
  - 映像特典
    - ミニドラマ『タキシード仮面 誕生の秘密』・『陽菜…その後』
    - セーラー戦士座談会 - 1年間を振り返って その5
    - スペシャル企画! うさぎ＆衛のロケ地めぐり
    - クランクアップ・コメント集（セーラー戦士、タキシード仮面、四天王 他）